# Anastasia Kvitko
Anastasia Kvitko (en ruso: Анастасия Квитко) es una modelo e influencer rusa.

## Primeros años
Anastasia Kvitko nació el 25 de noviembre de 1994 en Kaliningrado, Oblast de Kaliningrado, Rusia. 
Se mudó a Estados Unidos cuando era adolescente. Primero fue a Miami para perseguir su sueño de ser modelo. Después de un tiempo escaso allí, se mudó a Los Ángeles para poder dedicarse exclusivamente a ser modelo.

## Carrera
Es famosa por sus voluptuosas medidas de 112-63-118, respectivamente. Durante sus primeros años de carrera fue rechazada en diversas ocasiones debido al excesivo tamaño de sus senos y trasero, por lo que la exigían bajar de peso. Ante esto, ella optó por hacer de sus curvas su seña de identidad.
Debido a su figura y presencia en redes sociales, Kvitko, quién actualmente supera los 10 millones de seguidores en Instagram, fue bautizada como «la Kim Kardashian rusa».A pesar de ello, ha declarado que no le gusta que la comparen con ella porque, dice, «está muy lejos de mí».
También ha recibido críticas en varias ocasiones por quienes aseguran que sus enormes medidas no son naturales y la acusan de haber pasado por el quirófano para conseguir tal tamaño.
Kvitko reveló en una entrevista en 2016 que durante su tiempo en Miami fue víctima de un asalto a mano armada, lo que le hizo tener serias dudas sobre Estados Unidos y sus sueños profesionales de modelaje.